# Blantyre
Blantyre és una ciutat de Malawi i la capital de la regió del sud. És, amb els seus 800.264 habitants, la segona ciutat més poblada del país, així com la seva capital econòmica.

## Història
Blantyre va ser fundada el 1876. Va rebre el nom de la ciutat homònima a South Lanarkshire, Escòcia, on va néixer l'explorador David Livingstone.

## Transport
El transport públic dins de la ciutat és proporcionat per microbusos privats.
Una línia de ferrocarril connecta la ciutat amb Makhanga i la frontera de Moçambic amb els Ferrocarrils de l'Àfrica Central Oriental.
La ciutat està connectada per transport aeri amb l’aeroport internacional de Chileka.

## Demografia
Població
| 1977    | 1988    | 2008    | 2012      | 2018    |
| 219.011 | 478.155 | 732.518 | 1.895.973 | 800.264 |

## Educació superior

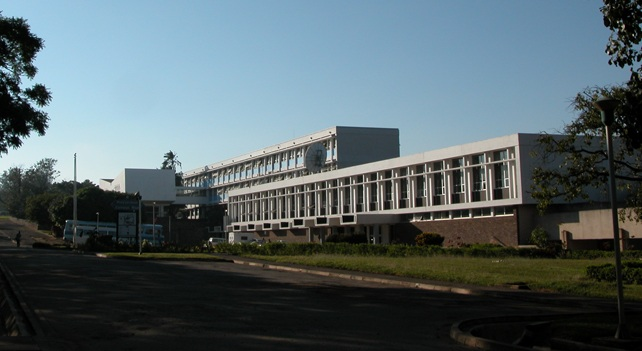
L'escola politècnica.

Blantyre també acull la Facultat de Medicina de la Universitat de Malawi, la Politècnica de Malawi i l'Escola d'Infermeria de Kamuzu. Aquestes tres institucions formen part de la Universitat de Malawi amb seu a Zomba.

## Llocs de culte

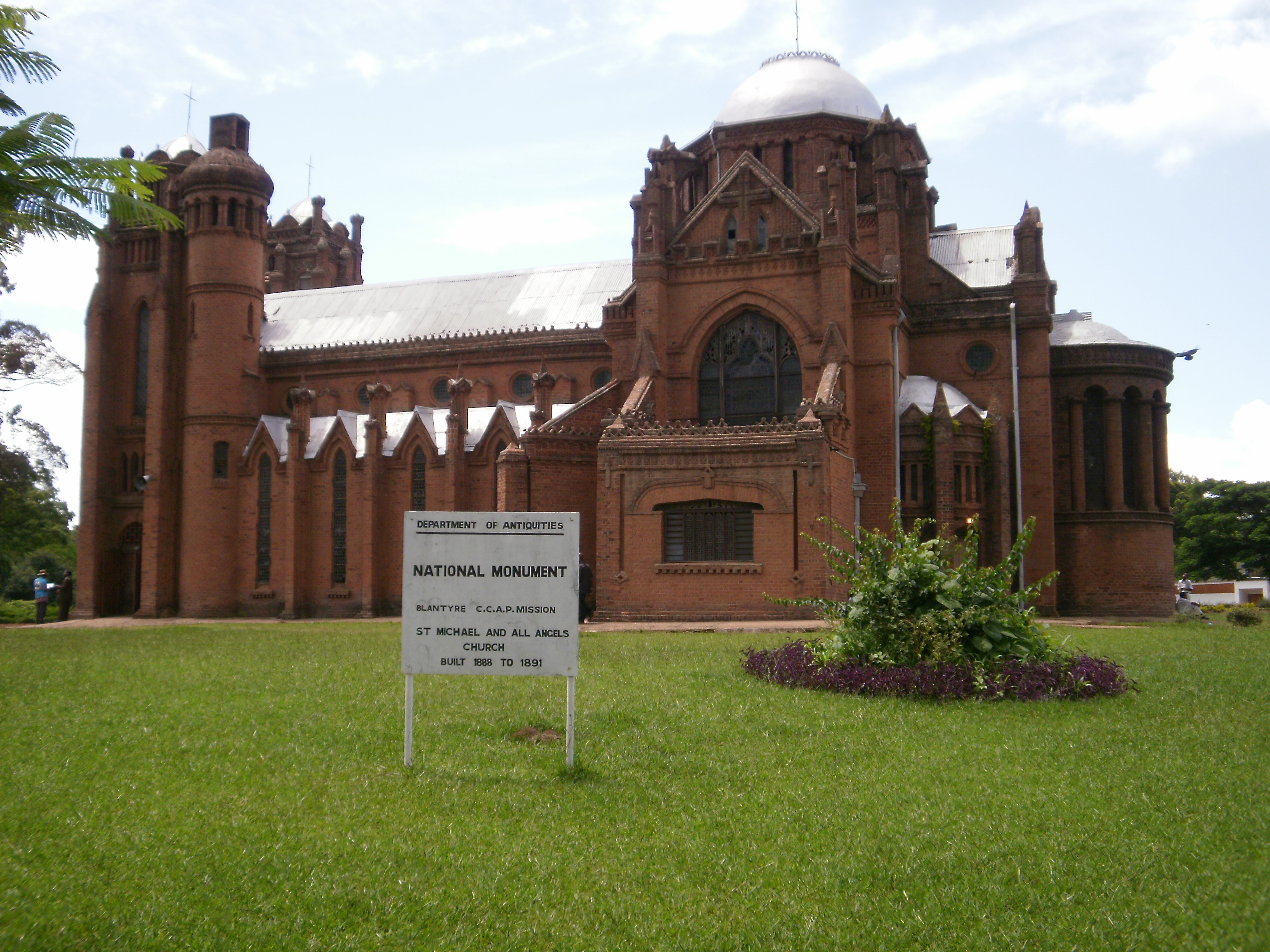
Foto de l’església de Sant Miquel i Tots els Àngels de Blantyre

Entre els llocs de culte, hi ha principalment esglésies i temples cristians: Església Luterana d'Àfrica Central (Federació Luterana Mundial), Església Presbiteriana d'Àfrica Central (Comunió Mundial d’Esglésies Reformades), Convenció Baptista de Malawi (Aliança Mundial Baptista), Assemblees de Déu, Arxidiòcesi de Blantyre (Església Catòlica). També hi ha mesquites.

## Personalitats
- Rose Chibambo (1928-2016), activista i política independentista de Malawi, va morir a Blantyre.
- Billie Zangewa, nascuda a Blantyre el 1973, artista.
- Charles Swini (1985-2024), jugador de futbol de Malawi.
- Cate (1992) i Bronte Campbell (1994), nedadores, campiones olímpiques, nascudes a Blantyre, de nacionalitat australiana.[5]
- Joana Ntaja (1984-2015), política de Malawi.